# Tribunales municipales de Berlín

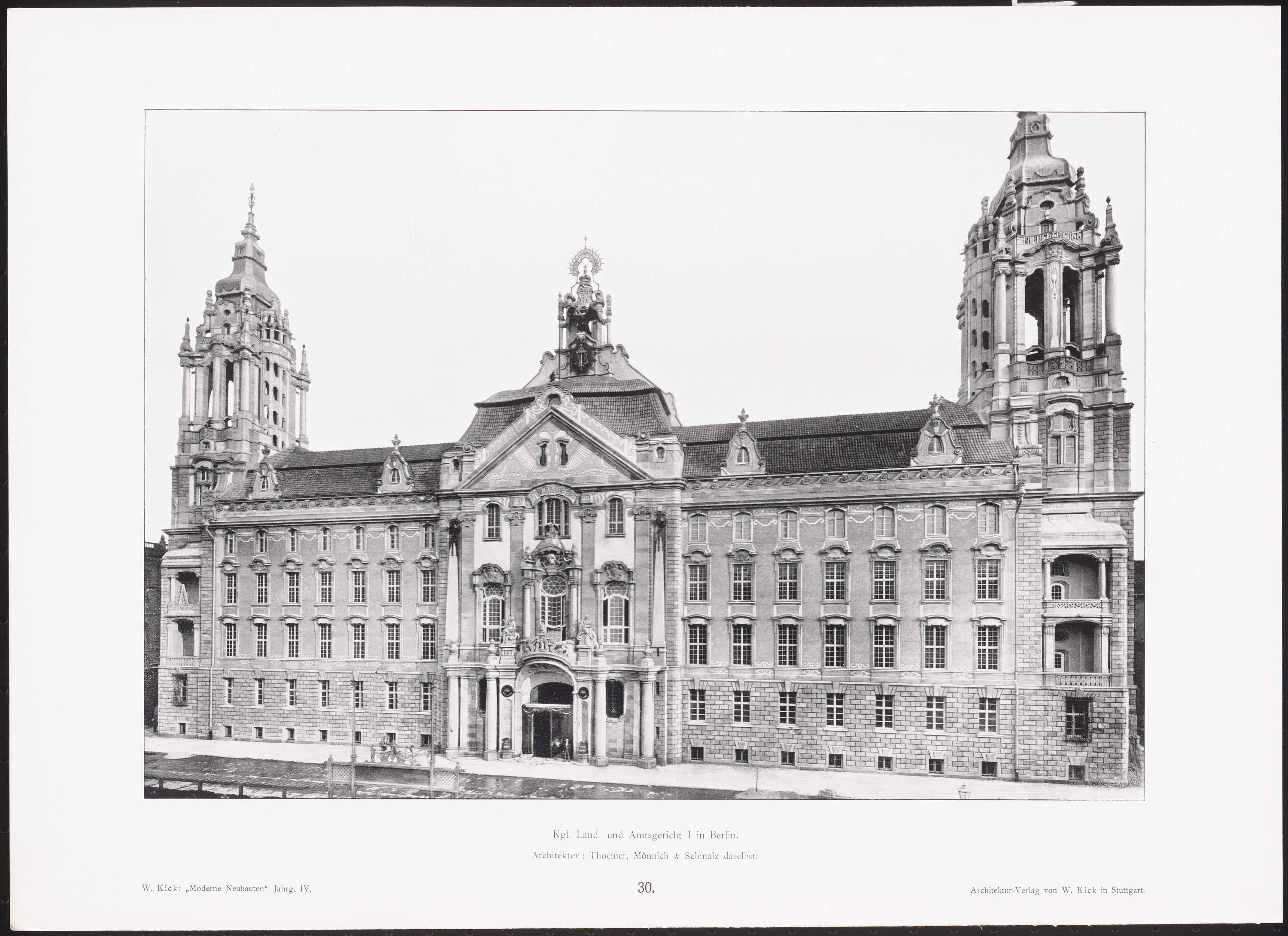
Edificio del ala del tribunal regional en Grunerstrasse, terminado en 1902 y demolido en 1968/1969

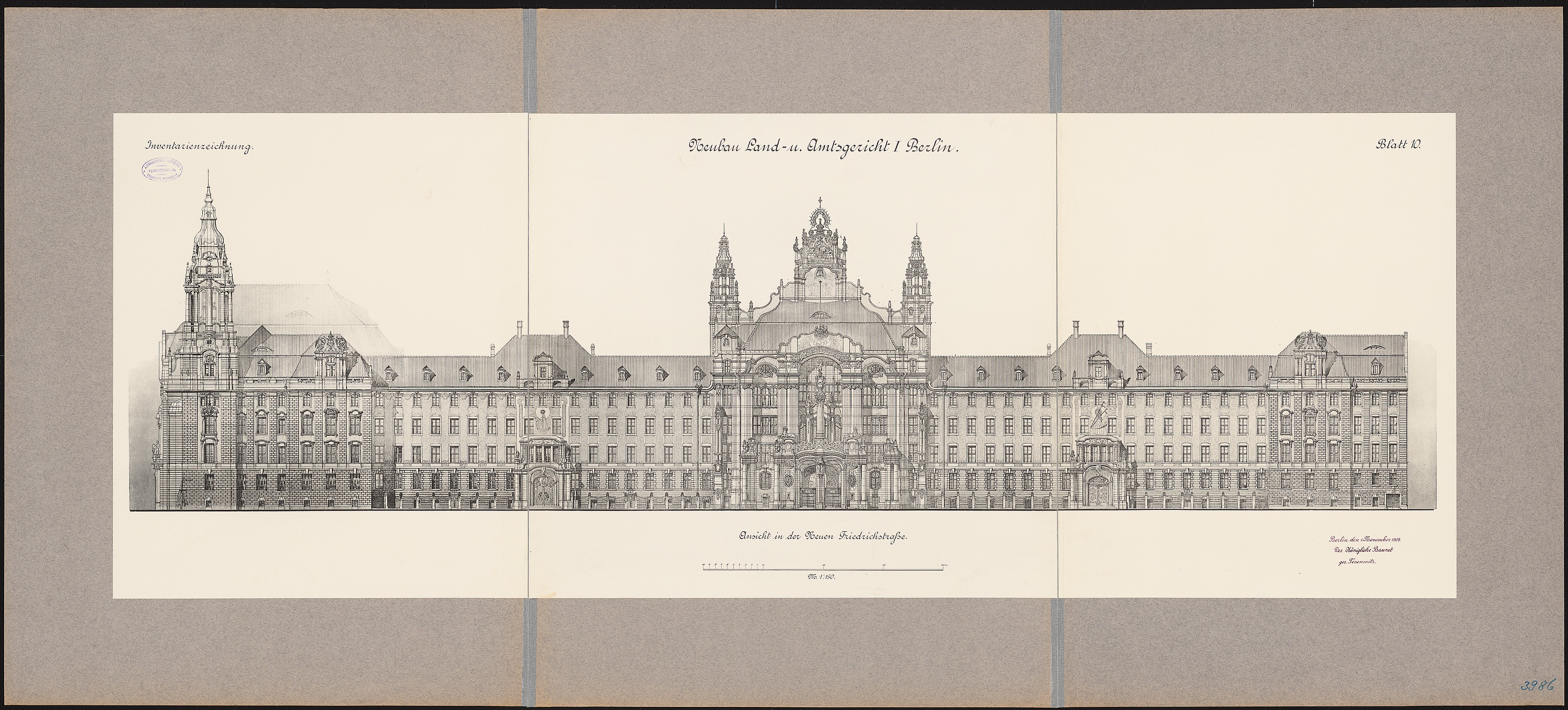
Dibujo de inventario del frente de la calle en Neue Friedrichstrasse, 1908

El edificio de oficinas de los departamentos civiles del I Tribunal Regional de Berlín y el Tribunal de Distrito de Berlín I es un complejo de edificios de justicia ubicado en Littenstraße 12-17 (antes de 1945: Neue Friedrichstraße) en la esquina de Grunerstraße en el distrito Mitte de Berlín, que se construyó en varias fases entre 1896 y 1904. Las partes del edificio que se han conservado son la sede del tribunal de distrito de Mitte y las cámaras de apelación del tribunal de distrito de Berlín.

## historia
Los diseños preliminares para el edificio se crearon en el Ministerio de Obras Públicas de Prusia con la participación significativa de los funcionarios de construcción de alto rango Paul Thoemer y Rudolf Mönnich, y la ejecución se llevó a cabo bajo la dirección de Otto Schmalz. Sobre todo, Schmalz añadió a los planos originales dos escaleras representativas y el ala central del edificio en Littenstrasse. También cambió el carácter originalmente aún más neobarroco de la arquitectura, que se apoyaba en gran medida en los palacios de justicia construidos anteriormente. Probablemente también sea gracias a Schmalz que la decoración tridimensional del edificio muestre claras influencias del Art Nouveau, que era bastante inusual para los edificios de la administración estatal de edificios.  Los modelos utilizados para decorar el edificio procedían del escultor Otto Richter.

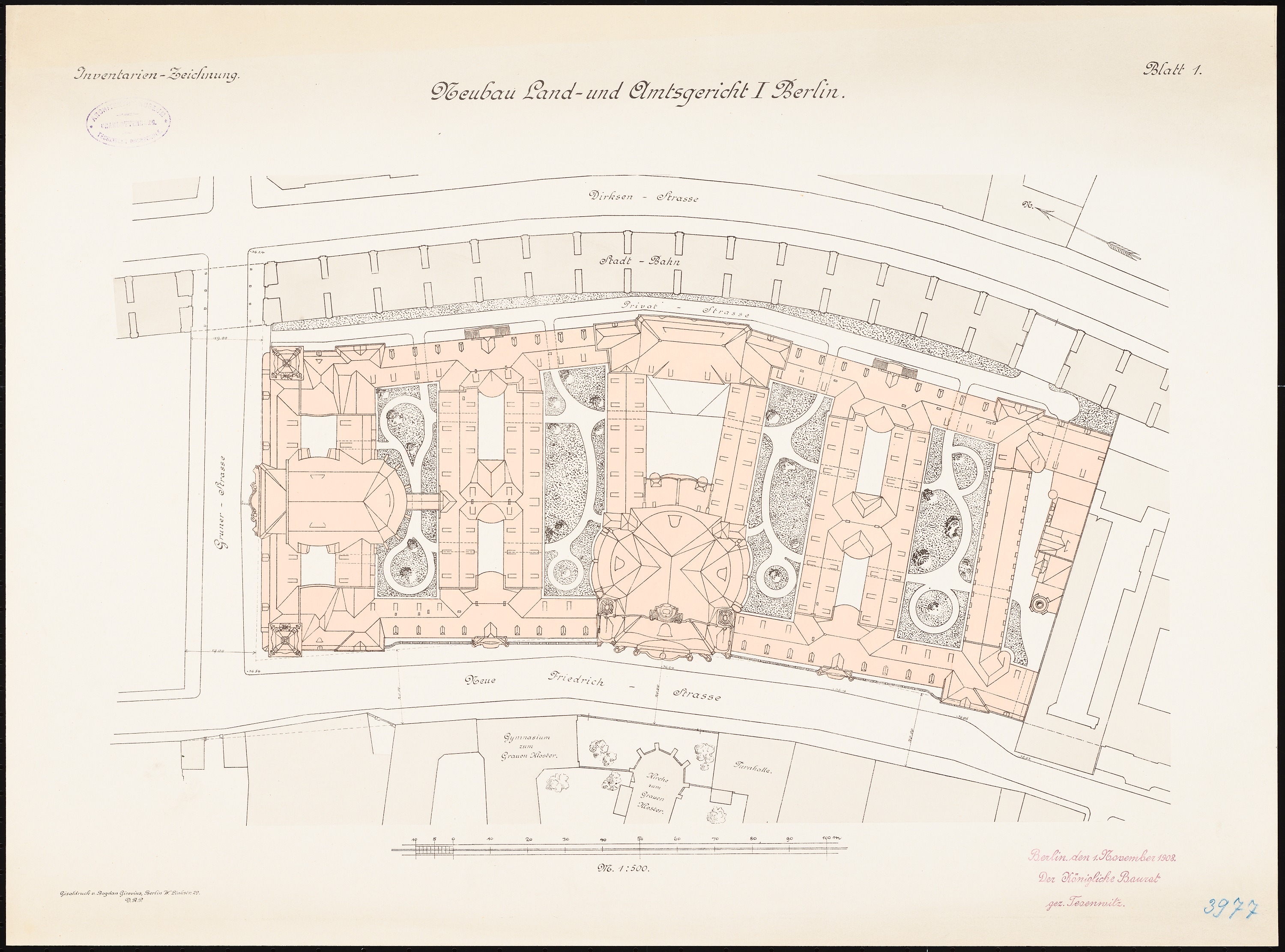
Plano de situación 1:500 del complejo de edificios, 1908

Durante la Segunda Guerra Mundial sufrió graves daños, lo que llevó a una restauración simplificada. Los cruceros, los elementos decorativos y la zona del techo no fueron restaurados a su estado original.
La parte norte del Tribunal Regional de Berlín  I - alrededor de una cuarta parte del complejo total original - fue derribada entre 1968 y 1969 como parte de la reorganización urbana del centro de la ciudad para permitir la ampliación de Grunerstraße. En la década de 1990, el complejo de edificios restante se restauro ampliamente desde el punto de vista de la preservación patrimonial. Los patios interiores también fueron restaurados desde el punto de vista de la preservación.
Ahora sirve como una de las tres ubicaciones del Tribunal Regional de Berlín y como sede del Tribunal de Distrito de Mitte y es un edificio catalogado. 
En los días de la RDA, el complejo de edificios albergaba el Tribunal Supremo de la RDA, el Tribunal Municipal de Berlín, los tribunales de distrito de Mitte, Prenzlauer Berg y, hasta que se mudó, Friedrichshain, la Oficina del Notario del Estado y las autoridades judiciales de la Fiscalía General de la Nación, el Tribunal Militar y el Ministerio Público Militar.

## descripción
Fue construido para albergar todos los departamentos civiles del Tribunal Regional de Berlín I y el Tribunal de Distrito de Berlín. La entrada al tribunal de distrito estaba en Grunerstrasse 8, mientras que la entrada al tribunal de distrito estaba en Neue Friedrichstrasse 17. Se construyó sobre un terreno que ya pertenecía a Hacienda, y en cuya parte sur había una casa de cadetes más antigua, que ya había sido utilizada como palacio de justicia tras la entrada en vigor de la Ley de Constitución de Cortes Imperiales de 1879 en el curso de la reestructuración conexa del poder judicial. En el lado este, está bordeada por la ruta del ferrocarril de la ciudad, en el lado estrecho norte por Grunerstraße, en el oeste por Littenstraße (entonces: Neue Friedrichstraße). Hacia el sur, el resto del bloque hasta Voltairestrasse se destinó a posibles futuras ampliaciones. La estructura se puede describir como un desarrollo perimetral de manzana con cuatro alas transversales internas, con alas individuales o alas comunicantes dispuestas de tal manera que se crearon un total de doce patios interiores de mayor y menor tamaño. El nuevo edificio se inició en la parte norte de la propiedad para poder utilizar el antiguo edificio hasta la finalización de la primera fase de construcción debido a la grave falta de espacio para el poder judicial.

## Arquitectura

### Exterior
La entrada principal representativa de hoy al edificio enyesado de cuatro pisos está en Littenstraße, en el ala central original de todo el complejo, que solo se construyó como la segunda fase de construcción. Estructuralmente, el edificio es una construcción sólida con techos sólidos en todas partes. La fachada principal de cinco ejes en Littenstraße está estructurada por colosales pilastras jónicas y forma un hastial en el medio. Toda la superficie de la planta baja es rústica. Durante la reconstrucción posterior a 1945, el portal doble perdió sus adornos decorativos y las alas del portal de hierro forjado.

### interior
Un vestíbulo alto y abovedado que se extiende por todos los pisos forma el vestíbulo, en el que pilares delgados y perfilados y pasillos en forma de galería con balcones ofrecen una estancia de alta calidad.
La gran escalera principal, representativa, enfatiza la dignidad de la corte. Se prolonga hasta la última planta, siendo las caras vistas de arenisca Cotta. La sala está atravesada por una bóveda en forma de trébol, que descansa sobre pares de columnas en los puntos de inflexión. el lapso es 23 metros con una longitud de 35 metros, la altura máxima sobre el suelo de la sala es de 28 Metro. El espacio está delimitado lateralmente por la escalera de doble tramo. La escalera principal está diseñada como una piedra de doble espiral.

Los techos sobre los pasillos de los pisos inferiores son techos abovedados macizos, sobre los locales comerciales y la mayor parte del pasillo superior están diseñados como techos cóncavos de Koenen - un método de construcción desarrollado por el ingeniero civil Mathias Koenen para este edificio, que luego fue desarrollado y ampliamente utilizado. Los pasillos recibieron pisos de linóleo estampado monocromático, sus paredes fueron cubiertas con 50 en ambos lados tiras de cm de ancho de tejas rojas a todo color. Junto con los marcos de las puertas de piedra arenisca roja, este diseño pretendía aumentar el efecto monumental. Las puertas del salón fueron de roble en las dos plantas principales.

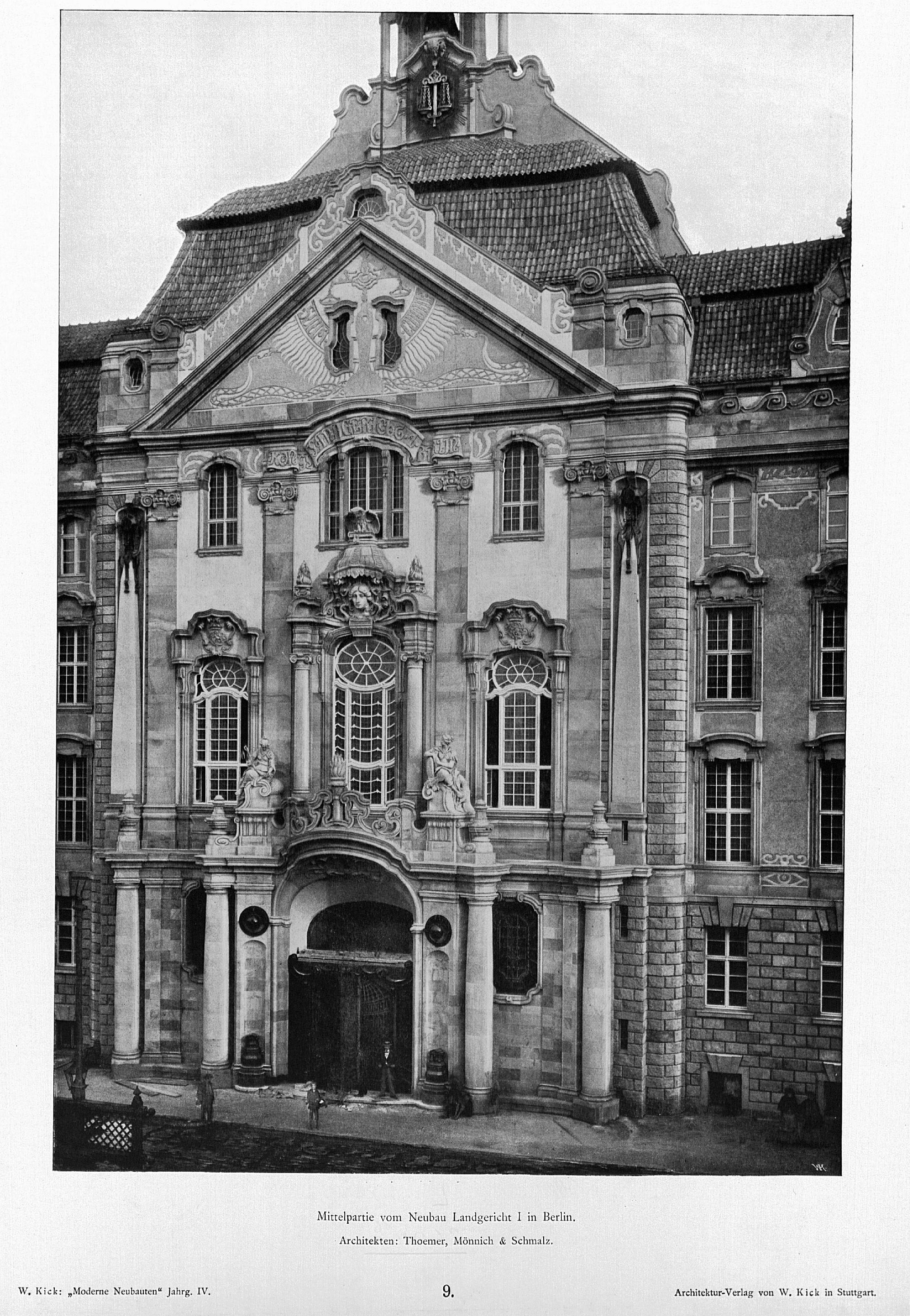
Avant-corps central, entrada al tribunal de distrito, alrededor de 1905
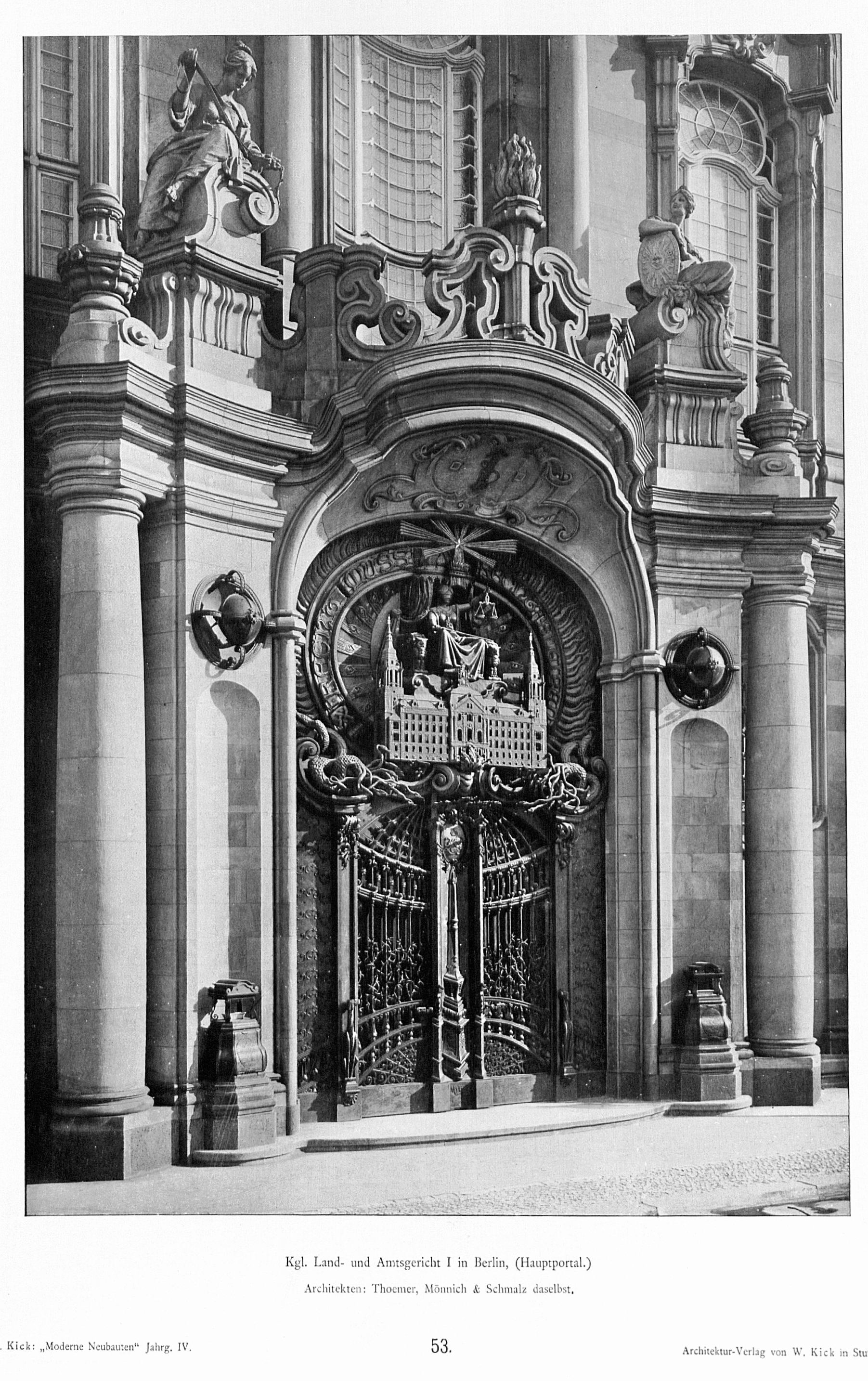
Tribunal de distrito del portal principal, alrededor de 1905
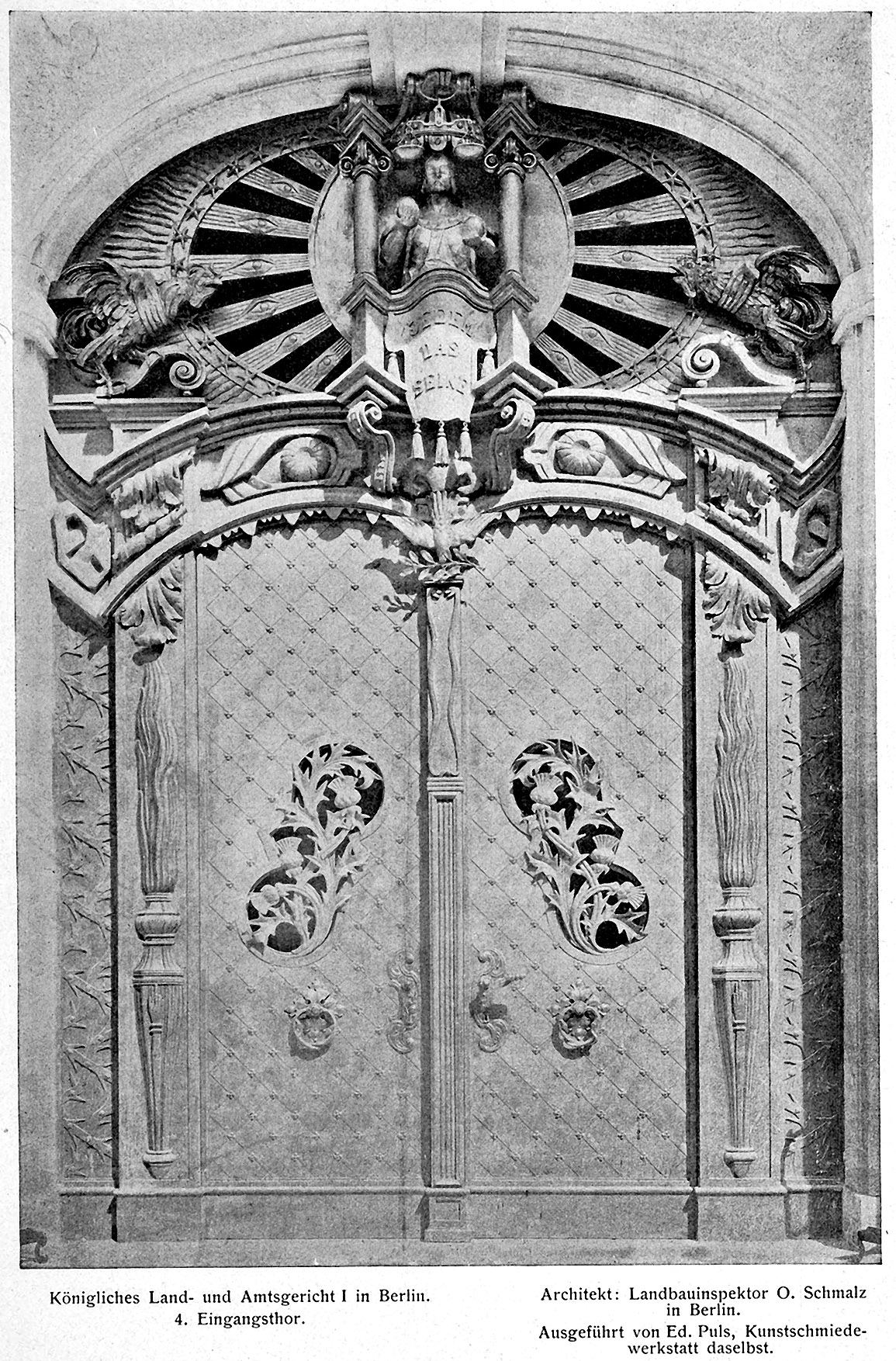
Puerta de hierro forjado 4 de Eduard Puls
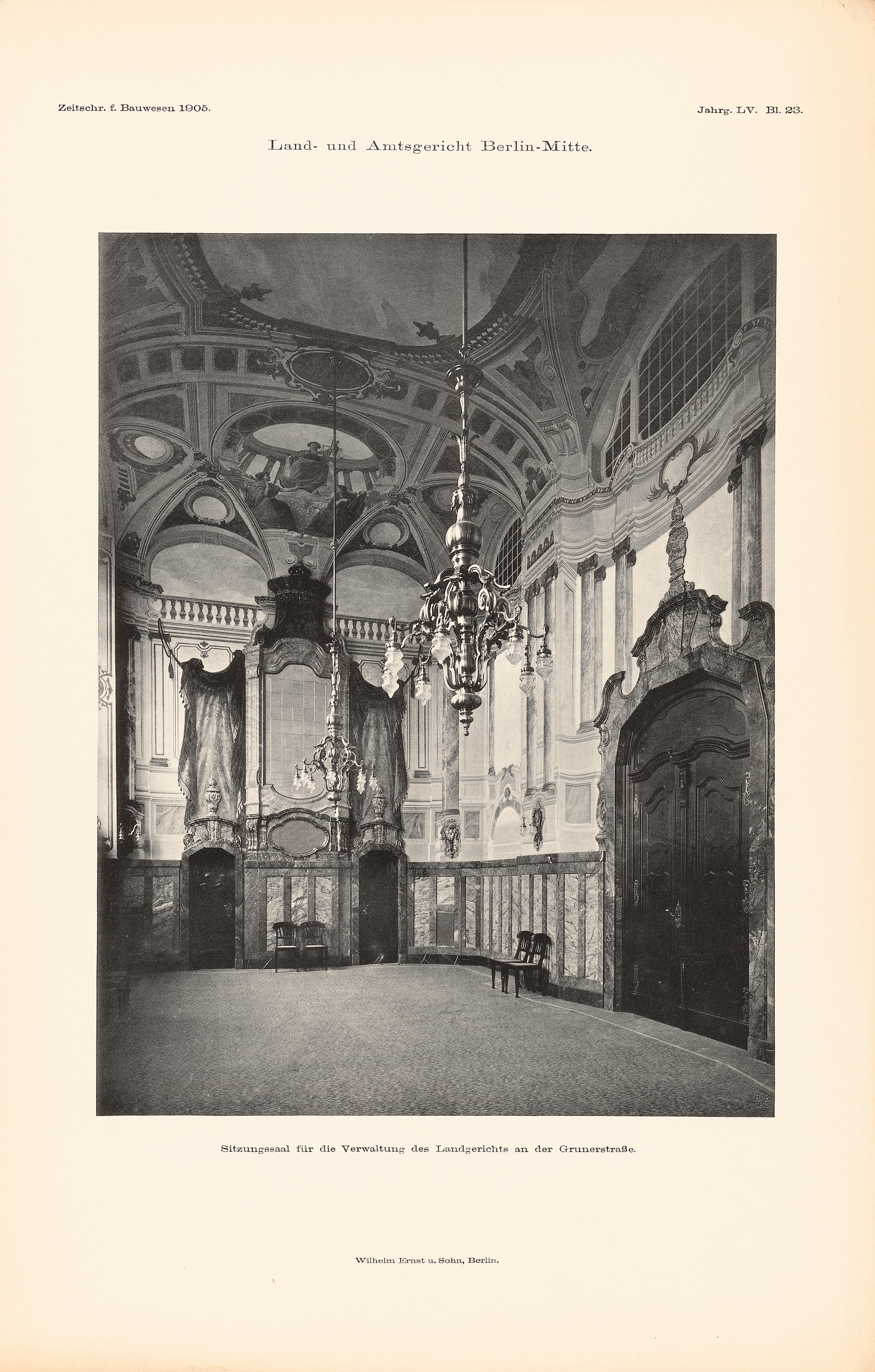
Sala de audiencias para la administración del tribunal de distrito, hacia 1905
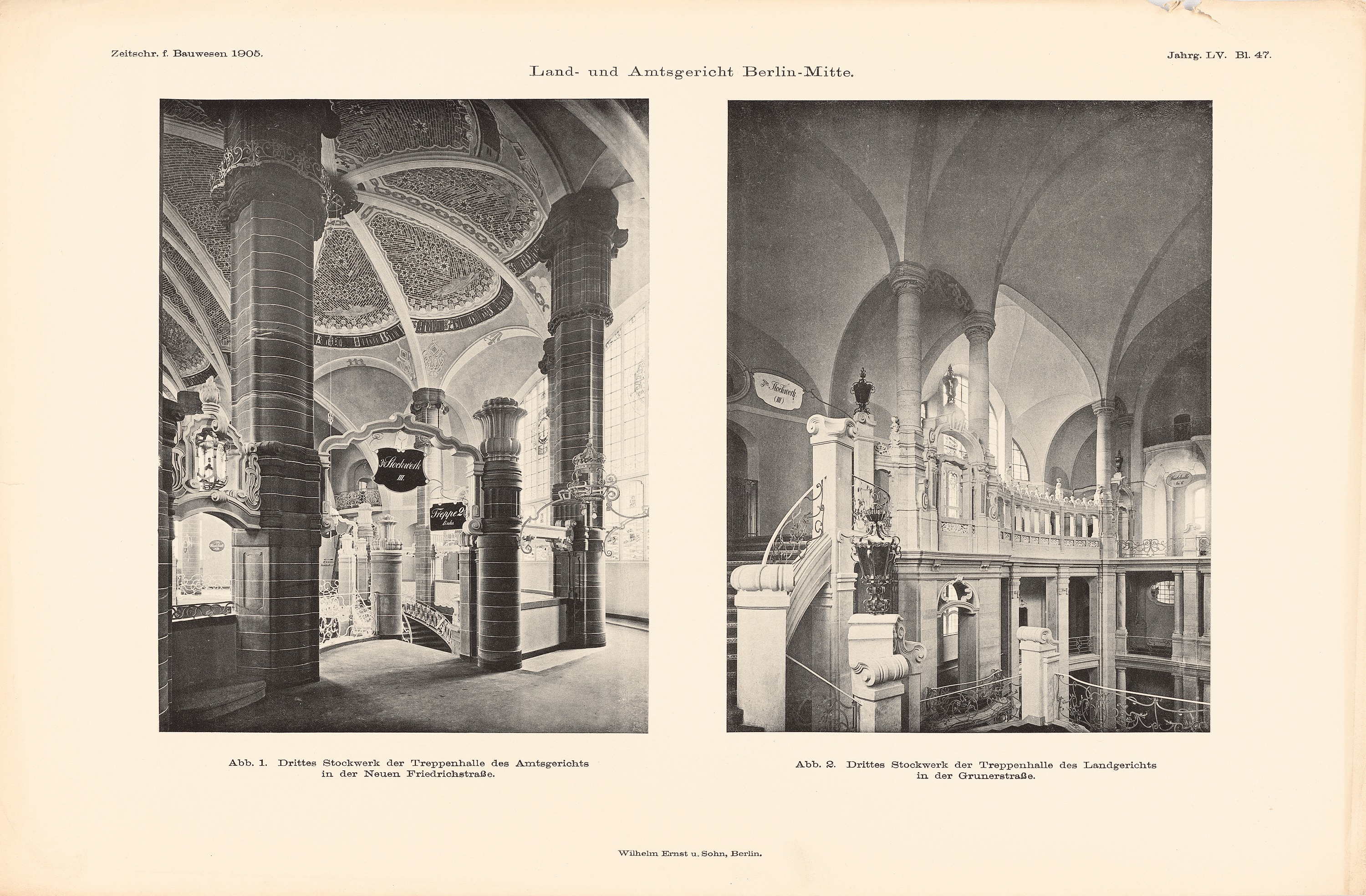
Tercer piso de los pasillos de la escalera, hacia 1905
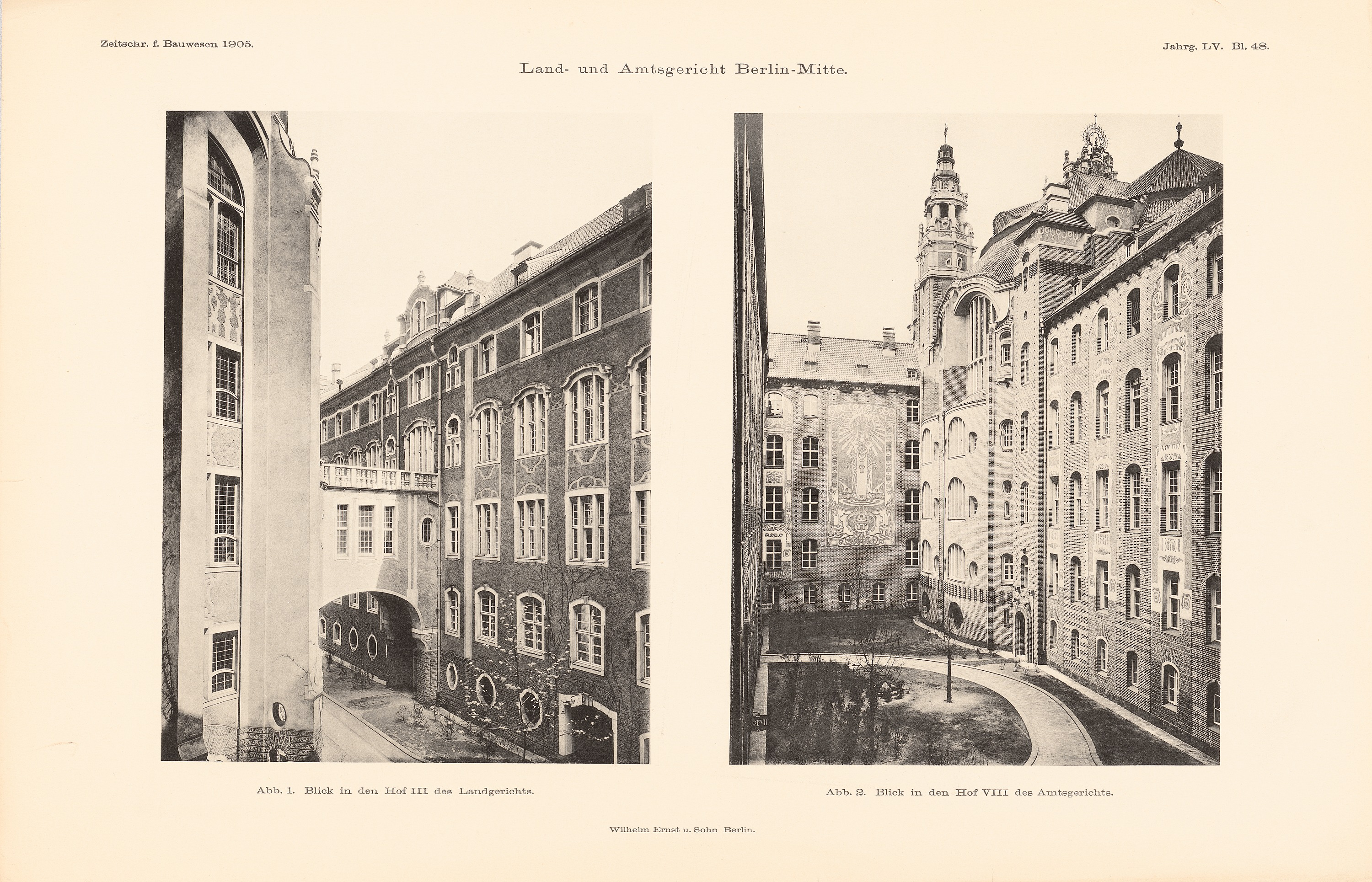
Vista de los patios III (tribunal de distrito) y VIII (tribunal de distrito), 1905
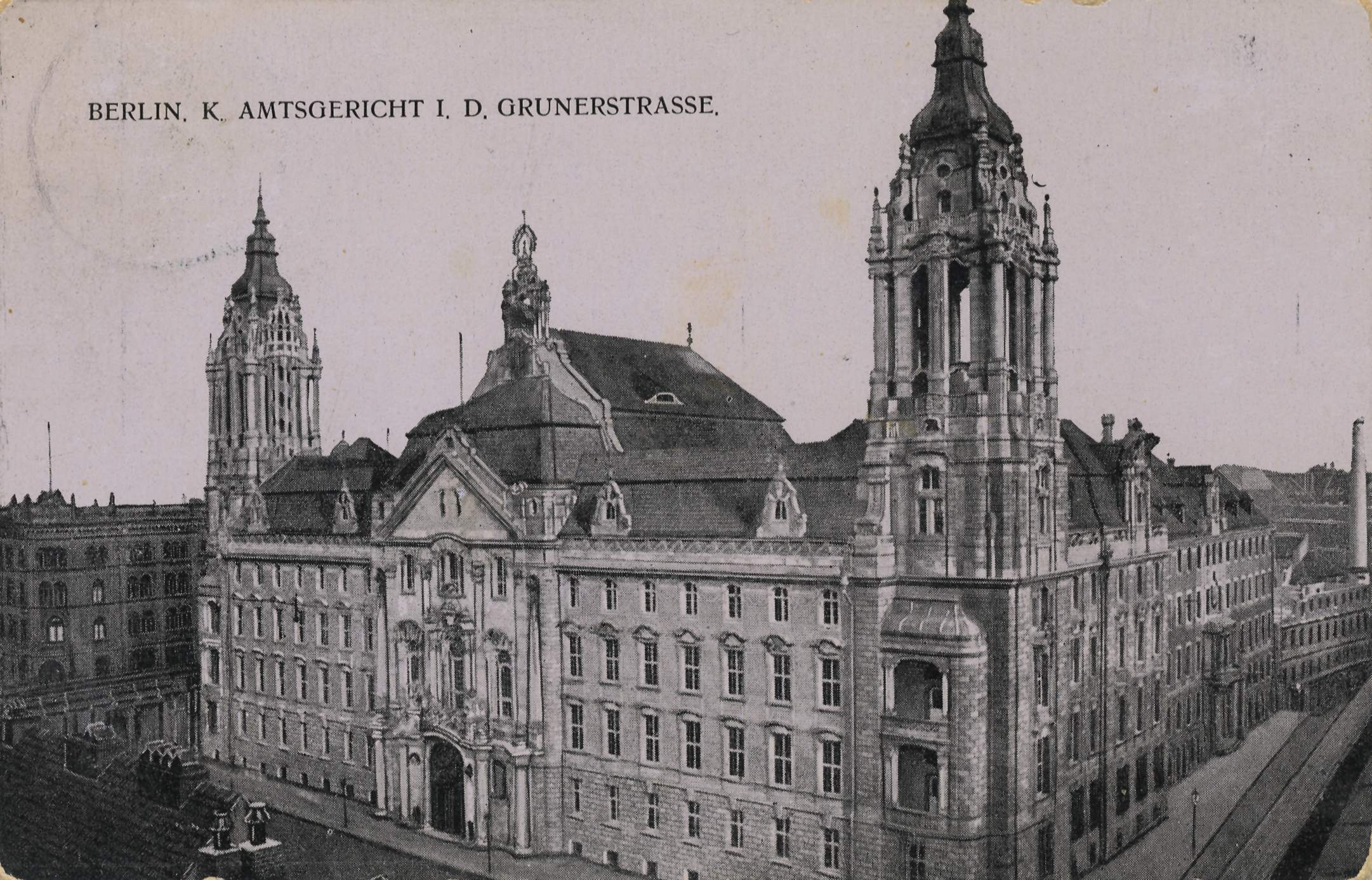
Durante los trabajos de construcción: la sección de construcción sur en Neue Friedrichstraße aún no está completa, alrededor de 1900
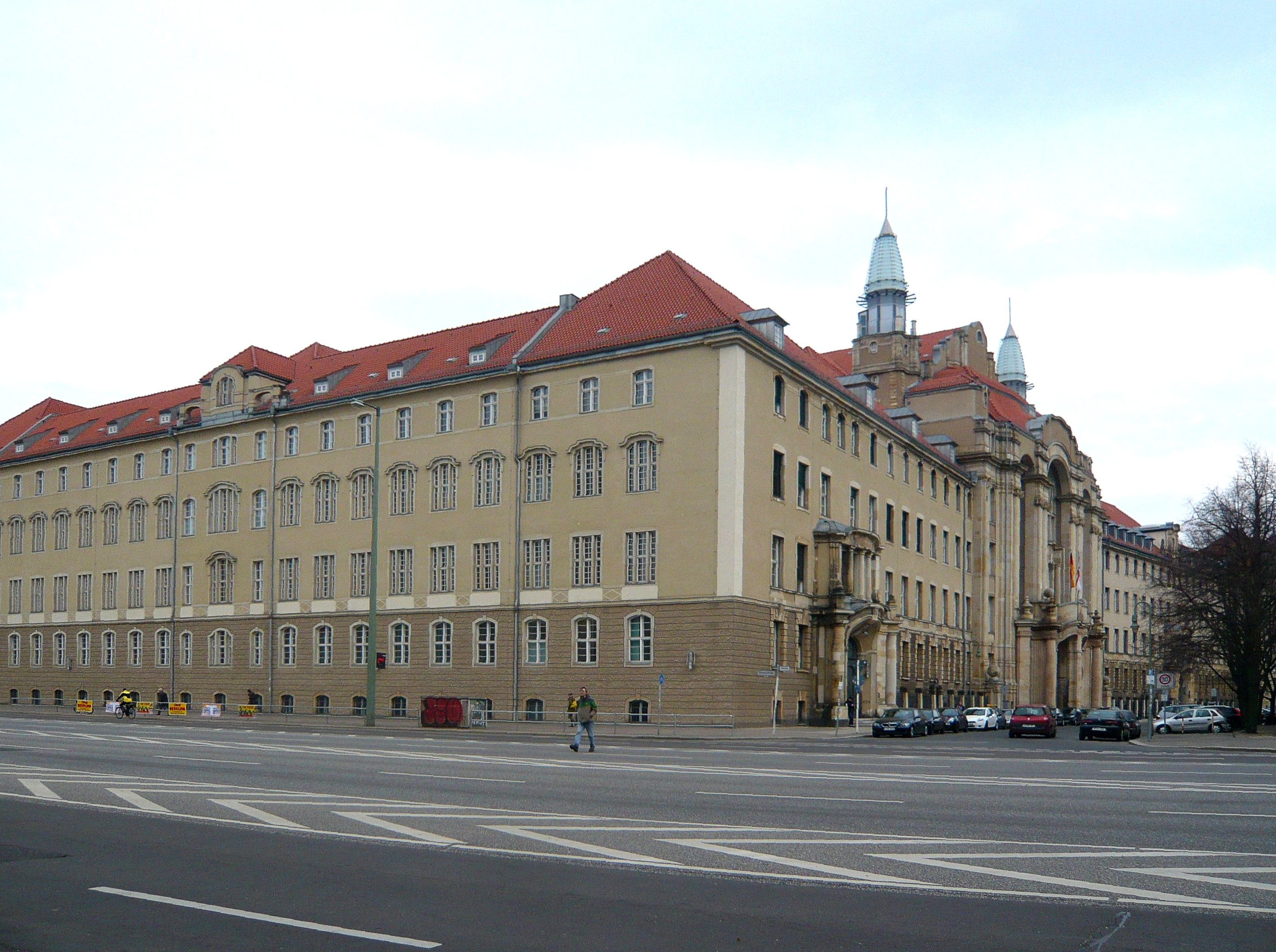
El complejo de edificios de hoy (falta el frente original a lo largo de Grunerstraße)
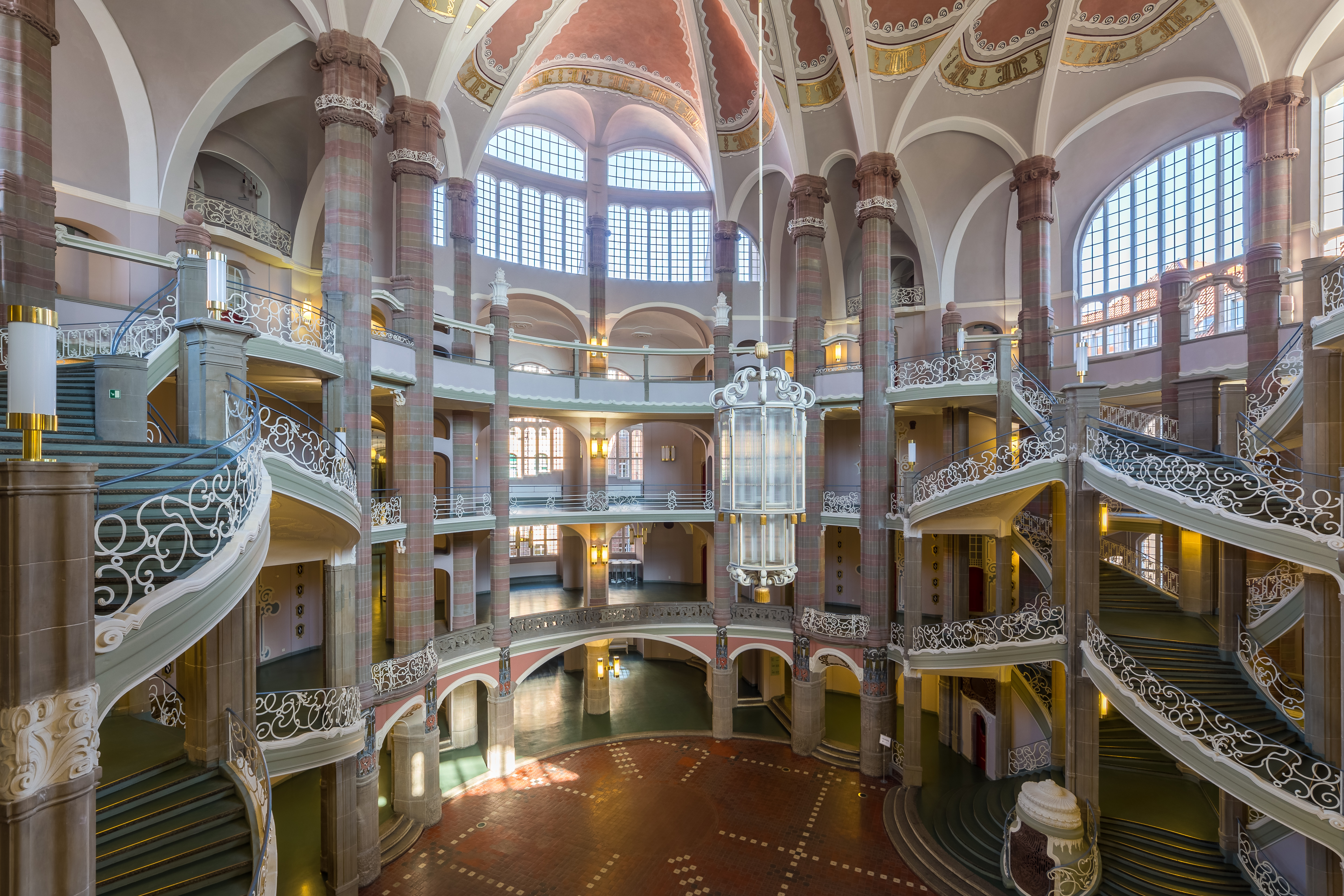
Hall de entrada en Littenstrasse
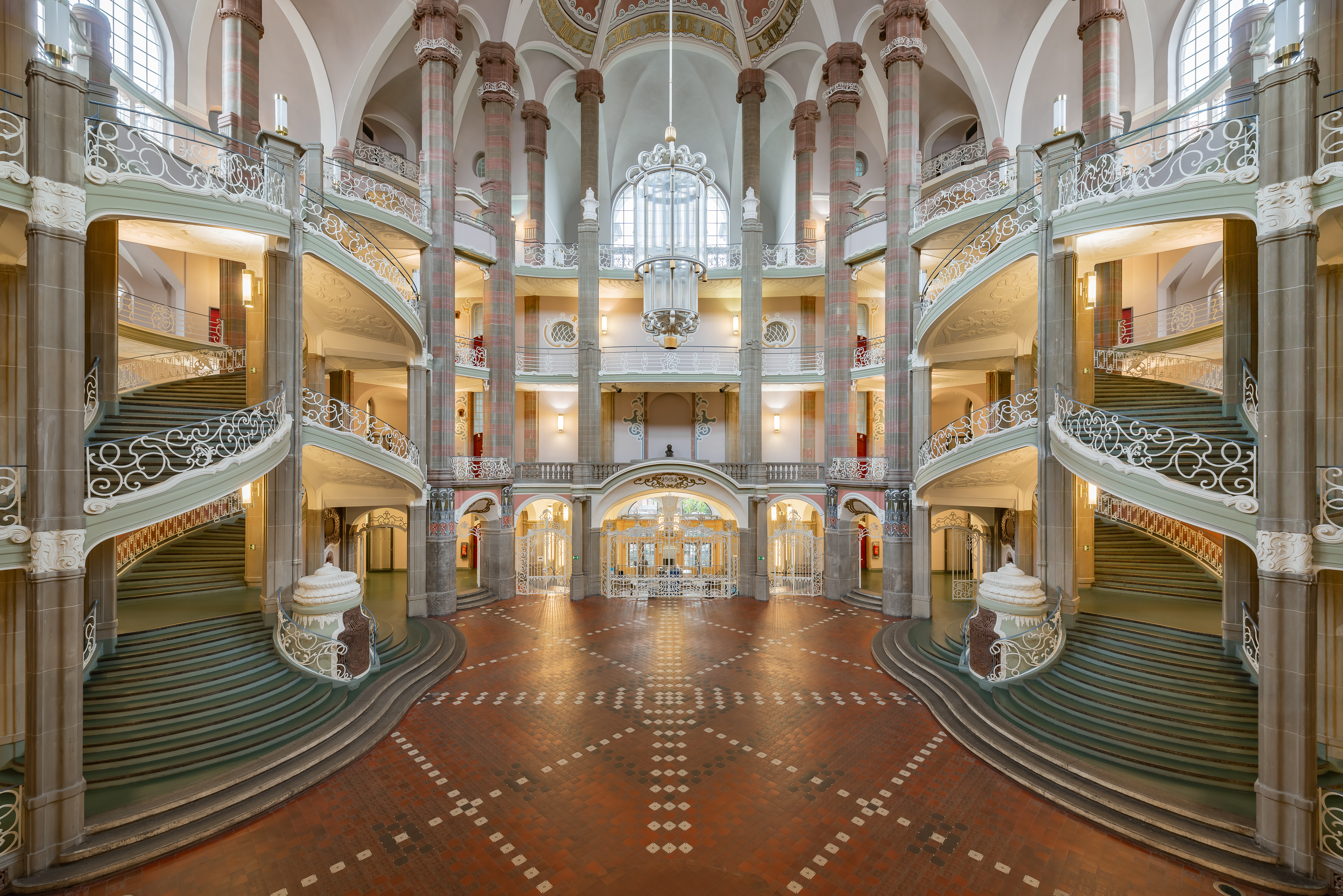
escalera principal